# Військово-морські сили Тунісу
Національні військово-морські сили Тунісу (фр. Marine nationale tunisienne: араб. البحرية الوطنية التونسية) — військово-морські сили Тунісу, один з трьох видів національних збройних сил.

## Історія
Заснований у 1959 році, Туніський національний флот на-початку формувався за рахунок французької допомоги, як технічної, так і навчально-консультативної. Першими бойовими одиницями ВМС Тунісу стали декілька невеликих патрульних кораблів.
Військово-політичне керівництво Тунісу, враховуючи значну протяжність своїх морських кордонів, що перевищує 1300 кілометрів, приділяло велику увагу зміцненню національних ВМС. При цьому воно також виходило зі стратегічної важливості географічного положення країни на перетині морських шляхів з Європи та Америки в країни Сходу та Азії. 22 жовтня 1973 року на набережній Почесного Легіону в Бізерті відбулася церемонія передачі ВМС Тунісу американського ескортного есмінця «Томас Дж. Гері» (DE-326), який став флагманом туніського флоту — фрегатом «Президент Бурґіба» (виключений зі складу флоту і списаний після пожежі 16 квітня 1992). США передали Тунісу також два базових тральщики і декілька торпедних і патрульних катерів. Однак, більшість одиниць флоту були фізично і морально застарілими, придатними тільки для патрулювання прибережних територіальних вод.
У 1960-х — 1970-х роках функціями ВМС, насамперед, були участь у боротьбі з контрабандою, незаконною міграцією та виконання у взаємодії з національною гвардією інших завдань, притаманних береговій охороні. У середині 1980-х модернізації військово-морських сил було приділено значно менше уваги, ніж іншим видам національних збройних сил. Лише у 1990-х роках, коли проблема торгівлі людьми з Тунісу до Італії та Іспанії вийшла на регіональний рівень, в рамках Середземноморського діалогу було започатковано низку програм співробітництва ВМС Тунісу з ВМС Португалії, Іспанії, Франції, Італії, Греції, Туреччини, Єгипту та Алжиру. Започатковані також програми співпраці з ВМС США і Німеччини.

## Структура, завдання ВМС
ВМС Тунісу є самостійним видом збройних сил, очолюваним штабом ВМС, і підпорядковані міністерству національної оборони. Начальник штабу ВМС — командувач відповідає за бойову та мобілізаційну готовність флоту, організацію бойової підготовки, політико-моральний стан особового складу і виконання планів будівництва та модернізації ВМС. Флот здатний виконувати покладені на нього завдання як самостійно, так і у взаємодії з іншими видами збройних сил.
Перед національними ВМС стоять завдання: У воєнний час:
- підтримка бойових дій сухопутних військ на приморських напрямках;
- знищення бойових кораблів і суден противника в прибережних водах;
- охорона і оборона своїх портів, військово-морських баз, пунктів базування та об'єктів берегової інфраструктури;
- забезпечення прикриття конвоїв суден на переході морем;
- ведення розвідки;
- доставка груп спеціального призначення для проведення розвідувальних або диверсійних операцій.

У мирний час:
- охорона територіальних вод;
- недопущення проникнення в країну терористів, транспортування зброї та наркотиків;
- припинення незаконної імміграції в Італію, на Мальту і інші країни Середземномор'я тунісців і африканців;
- контроль за риболовством і дотриманням квот на видобуток морепродуктів в природоохоронних зонах, відведених під ці цілі спільною тунісько-італійською угодою;
- участь у гідрографічних роботах з уточнення рельєфу морського дна і континентального шельфу.

Основними тактичними підрозділами ВМС Тунісу є дивізіони, що знаходяться в підпорядкуванні начальників військово-морських районів (Бізерта, Келібія, Сфакс). ВМС Тунісу не мають власної авіації. При необхідності підтримку морякам і морській піхоті можуть надати військово-повітряні сили. Для допомоги флоту використовуються вертольоти ВПС. Вони можуть брати участь як у пошуково-рятувальних, так і в протичовнових операціях.
Система базування військово-морських сил включає головну військово-морську базу Бізерта, три військово-морські бази (Ла-Ґулєт, Келібія, Сфакс), пункт базування та ремонту Мензель-Бургіба, два пункти базування (Сус, Габес). Для базування бойових кораблів також можуть використовуватися морські порти Табарка, Монастір, Махдія, Зарзіс, Зембра.

### Корабельний склад
- 3 ракетних катери типу La Galite (Combattante-III) з 2х4 ПУ ПКР ММ40 Exocet кожен;
- 3 ракетних катери типу Bizerte (Р-48) з 8 ПКР SS-12М кожен;
- 3 патрульних катери типу Utique (китайські «Shanghai II» або модернізований Hinzhui);
- 10 патрульних катерів Ch. Navals de l'Esterel двох модифікацій;
- 5-6 допоміжних суден;

| Тип                                                         | Бортовий номер    | Найменування      | У складі флоту          | Стан              | Примітки                                                      |
| Патрульні кораблі                                           | Патрульні кораблі | Патрульні кораблі | Патрульні кораблі       | Патрульні кораблі | Патрульні кораблі                                             |
| ----------------------------------------------------------- | ----------------- | ----------------- | ----------------------- | ----------------- | ------------------------------------------------------------- |
| багатофункціональне офшорне патрульне судно типу MSOPV 1400 | P610              | «Jugurtha»        | з 2019 року             | в строю           | Damen Shipyards Galati. Sea Axe hullform                      |
| багатофункціональне офшорне патрульне судно типу MSOPV 1400 | P611              | «Syphax»          | з 2019 року             | в строю           | Damen Shipyards Galati. Sea Axe hullform                      |
| багатофункціональне офшорне патрульне судно типу MSOPV 1400 | P612              | «Hannon»          | з 2019 року             | в строю           | Damen Shipyards Galati. Sea Axe hullform. No helicopter deck. |
| багатофункціональне офшорне патрульне судно типу MSOPV 1400 | P613              | «Sophonisbe»      | з 2019 року             | в строю           | Damen Shipyards Galati. Sea Axe hullform. No helicopter deck. |
| ракетний катер типу La Combattante III                      | P501              | «La Galite»       | з 1985 року             | в строю           | CMN.                                                          |
| ракетний катер типу La Combattante III                      | P502              | «Tunis»           | з 1985 року             | в строю           | CMN.                                                          |
| ракетний катер типу La Combattante III                      | P503              | «Carthage»        | з 1985 року             | в строю           | CMN.                                                          |
| ракетний катер типу 143                                     | P505              | «Hannon»          | з 2005 року             | в строю           | колишній S66 «Greif» (P6116)                                  |
| ракетний катер типу 143                                     | P506              | «Hamilcar»        | з 2005 року             | в строю           | колишній S65 «Sperber» (P6115)                                |
| ракетний катер типу 143                                     | P507              | «Himilcon»        | з 2005 року             | в строю           | колишній S63 «Geier» (P6113)                                  |
| ракетний катер типу 143                                     | P508              | «Hannibal»        | з 2005 року             | в строю           | колишній S68 «Seeadler» (P6118)                               |
| ракетний катер типу 143                                     | P509              | «Hasdrubal»       | з 2005 року             | в строю           | колишній S69 «Habicht» (P6119)                                |
| ракетний катер типу 143                                     | P510              | «Giscon»          | з 2005 року             | в строю           | колишній S70 «Kormoran» (P6120)                               |
| патрульний катер типу «Istiklal»                            | P201              | «Istiklal»        | з 7 серпня 2015 року    | в строю           | Société de constructions industrielles et navales (SCIN)      |
| патрульний катер типу «Istiklal»                            | P211              | «Utique»          | з 5 березня 2018 року   | в строю           | Société de constructions industrielles et navales (SCIN)      |
| патрульний катер типу «Istiklal»                            | P212              | «Kerkouane»       | з 8 травня 2018 року    | в строю           | Société de constructions industrielles et navales (SCIN)      |
| Допоможні кораблі                                           |                   |                   |                         |                   |                                                               |
| гідрографічний корабель типу «Wilkes»                       | A.700             | MNT «Khaireddine» | з 29 вересня 1995 року  | в строю           | колишній USNS «Wilkes» (T-AGS-33)                             |
| океанографічний корабель типу «Robert D. Conrad»            | A.701             | MHO «Salammbo»    | з 2 листопада 1992 року | в строю           | колишній USNS «De Steiguer» (T-AGOR-12)                       |
| водолазне судно типу C.863                                  | A710              | NSP «Zarzis»      | з 4 серпня 2016 року    | в строю           | Vittoria Shipyard.                                            |

## Прапори

Військово-морський прапор
Гюйс

## Військові звання

### Офіцери
| Категорії               | Офіцери                | Офіцери          | Офіцери                | Офіцери                     | Офіцери               | Офіцери              | Офіцери               | Офіцери                | Офіцери                            | Офіцери                           |
| ----------------------- | ---------------------- | ---------------- | ---------------------- | --------------------------- | --------------------- | -------------------- | --------------------- | ---------------------- | ---------------------------------- | --------------------------------- |
| Погон                   |                        |                  |                        |                             |                       |                      |                       |                        |                                    |                                   |
| Туніське звання         | fariq 'awal bialbahria | fariq bialbahria | 'amir liwa' bialbahria | eamid bialbahria            | eaqid bialbahria      | muqadim bialbahria   | rayid bialbahria      | naqib bialbahria       | mulazim 'awal bialbahria           | mulazim bialbahria                |
| Французький відповідник | Amiral                 | Vice-amiral      | Contre-amiral          | Capitaine de vaisseau major | Capitaine de vaisseau | Capitaine de frégate | Capitaine de corvette | Lieutenant de vaisseau | Enseigne de vaisseau de 1re classe | Enseigne de vaisseau de 2e classe |
| Український відповідник | Адмірал                | Віцеадмірал      | Контрадмірал           | Коммодор                    |                       |                      |                       |                        |                                    |                                   |

### Підофіцери і матроси
| Категорії               | Підофіцери              | Підофіцери             | Підофіцери       | Підофіцери               | Підофіцери              | Підофіцери             | Підофіцери       | Матроси              | Матроси                  |
| ----------------------- | ----------------------- | ---------------------- | ---------------- | ------------------------ | ----------------------- | ---------------------- | ---------------- | -------------------- | ------------------------ |
| Погон                   |                         |                        |                  |                          |                         |                        |                  |                      |                          |
| Туніське звання         | wakil 'aelaa bialbahria | wakil 'awal bialbahria | wakil bialbahria | earif 'awal bialbahria   | earif bialbahria        | raqib 'awal bialbahria | raqib bialbahria | jundiin 'awal bahria | jundiin mutatawie bahria |
| Французький відповідник | Maître principal        | Premier maître         | Maître           | Second maître 1re classe | Second maître 2e classe | Quartier-maître chef   | Quartier-maître  | Matelot              |                          |
| Український відповідник |                         |                        |                  |                          |                         |                        |                  |                      |                          |